# Epelis atra
Epelis atra là một loài bướm đêm trong họ Geometridae.